# Cała naprzód: Amory? Do dzieła!
Cała naprzód: Amory? Do dzieła! (Carry On Loving) – brytyjska komedia filmowa z 1970 roku w reżyserii Geralda Thomasa i ze scenariuszem Talbota Rothwella. Jest dwudziestym filmem zrealizowanym w cyklu Cała naprzód.

## Fabuła
Akcja filmu koncentruje się wokół biura matrymonialnego „Wedded Bliss” i ukazuje rozmaite perypetie klientów tej firmy, a także jej właścicieli, którymi są Sidney i Sophie. Na potrzeby marketingowe udają oni wyidealizowane, cudownie szczęśliwe małżeństwo z dziesięcioletnim stażem, choć w rzeczywistości są parą nieformalną, do tego wiecznie kłócącą się, przede wszystkim z powodu hulaszczego trybu życia Sidneya, który bardzo starannie „sprawdza” klientki biura. Ostatnio szczególnym afektem Sidney darzy swoją klientkę Esme, która jednak przejrzała jego niezbyt poważny charakter i nie chce go widzieć. Sprawa dodatkowo komplikuje się, gdy z USA wraca zapaśnik Gripper Burke, uważający się za chłopaka Esme i gotowy zabić gołymi rękami wszelkich konkurentów do jej ręki. Innym ważnym wątkiem filmu są przygody młodego Bertruma, nieśmiałego chłopaka robiącego modele samolotów z korków od butelek, który również został klientem biura, lecz wpędziło go to w serię kłopotliwych sytuacji.

## Obsada
- Sid James jako Sidney Bliss
- Hattie Jacques jako Sophie Bliss/Plummett
- Kenneth Williams jako Percival Snooper
- Richard O’Callaghan jako Bertrum Muffet
- Joan Sims jako Esme Crowfoot
- Charles Hawtrey jako James Bedsop
- Bernard Bresslaw jako Gripper Burke
- Terry Scott jako Terry Philpott
- Jacki Piper jako Sally Martin
- Imogen Hassall jako Jenny Grubb
- Patsy Rowlands jako panna Dempsey
- Joan Hickson jako matka Jenny
- Julian Holloway jako Adrian
- Janet Mahoney jako Gay
- Peter Butterworth jako dr Crippen

i inni

## Produkcja
Podobnie jak wszystkie części Całej naprzód, film był realizowany w przeważającej części na terenie Pinewood Studios pod Londynem. Ujęcia uliczne kręcono w Windsorze. Okres zdjęciowy trwał od 6 kwietnia do 15 maja 1970 roku.